# Catedral de Trujillo
La Básilica Catedral de Santa María és la catedral i principal església de Trujillo a l'estat del Perú. La construcció va durar dinou anys, des de 1647 fins a 1666. L'any 1967, va ser elevada a la categoria de Basílica menor pel papa Pau VI.

## Història
Va ser fundada com a església matriu, després de la fundació de Trujillo (1535-1540) d'arquitectura modesta. El 1616, l'església va ser elevada a la categoria de catedral pel papa Pau V encara que va ser destruïda pel devastador terratrèmol del 14 de febrer de 1619, juntament amb la ciutat. La reconstrucció va ser encarregada a Bartolomé de las Cuevas però tampoc va sobreviure al sisme del 29 de febrer de 1635. La tercera edificació fou més consistent segons els plans de l'arquitecte Francisco de Soto Ríos, des de 1647 fins 1666, i acabada per Francisco Balboa el 1666.

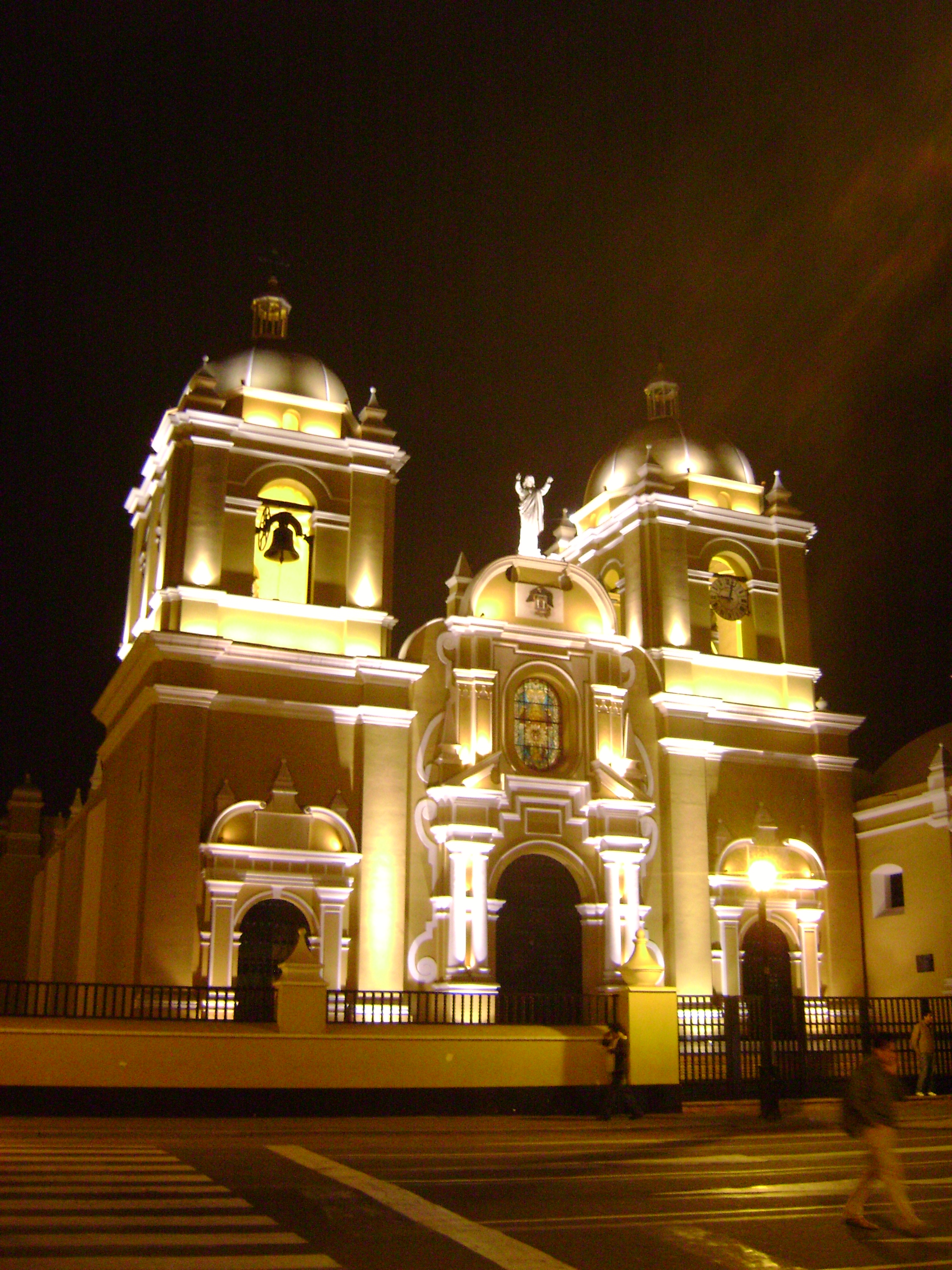
Vista nocturna de la Catedral de Trujillo.

El 1911 va eixamplare presbiteri, reforçamer el retaule major, reemplaçar el púlpit. Es va construir un nou cor sobre la porta de la nau central i substituir el pis de maó per llosetes i la coberta de la base del presbiteri amb marbre. La modificació més important va ser el trasllat del cadirat de cor al presbiteri. El 23 d'agost de 1967 va ser ascendida a la categoria de basílica menor pel papa Pau VI; però el terratrèmol de 1970 va derrocar el campanar i la cúpula, que en caure van destruir el modificat retaule major. Dues dècades després va ser restablida l'estructura.
Té un interior bastant sobri. Presenta retaules rococós pintats de blanc amb daurat i un de barroc amb els mateixos colors; els llenços que conserva pertanyen a l'escola cuzquenya de pintura i quitenya. Destaca el retaule major "exempt", és a dir que no està recolzat amb cap paret. És d'estil barroc churrigueresc i és recobert de pa d'or. D'aquest tipus de retaules només queden dos en el Perú: el de la catedral de Trujillo i el de la catedral de Cusco.
La catedral compta amb el Museu Catedralici amb obres religioses de l'època virreinal en or i argent.